# Долина Дзерена
«Долина Дзерена» — государственный природный заказник федерального значения в Забайкальском крае.

## История
Заказник был создан 24 ноября 2011 года с целью сохранения природных ландшафтов, охраны, восстановления и воспроизводства редких видов животных и их среды обитания.

## Расположение
Заказник располагается в Борзинском и Забайкальском районах Забайкальского края. Общая площадь заказника составляет 213 838 га.

## Флора и фауна
На территории заказника встречаются такие виды растений, как кизильник монгольский, астрагал светло-красный, бесшипник сжатый. Редкие растения, которые произрастают в заказнике: трёхбородник китайский, спаржа коротколистная, касатик тигровый и гнездоцветка клобучковая. В Долине дзерена обитает 20 видов птиц, включенных в список МСОП и 37 видов, внесённых в Красную книгу России. Среди них можно выделить даурского журавля, журавля-красавки, сухоноса, степного орла, балобана, филина. В заказнике находятся нерестилища сазана, чебака, щуки, сома. Охраняемые виды животных: монгольский дзерен, даурский ёж, манул, тарбагана, даурский суслик, забайкальский хомячок, даурский цокор.